# Juan García Torres
Juan García Torres, conocido futbolistícamente como Juanito o Juanito Mariana (Cádiz, España, 10 de febrero de 1946) es un exfutbolista español que se desempeñaba como extremo.

## Clubes
| Club            | País   | Año       |
| --------------- | ------ | --------- |
| Cádiz C. F.     | España | 1964-1968 |
| F. C. Barcelona | España | 1968-1969 |
| Granada C. F.   | España | 1969-1971 |
| Cádiz C. F.     | España | 1971-1973 |
| Levante U. D.   | España | 1973-1974 |